# Marion Oberhofer
Marion Oberhofer (San Candido, 14 dicembre 2000) è una slittinista italiana, campionessa mondiale nel doppio sprint ad Altenberg 2024 e vincitrice della Coppa del Mondo nel doppio nel 2022/23 e nel 2023/24.

## Biografia

### Carriera sportiva

#### Stagioni 2014-2019

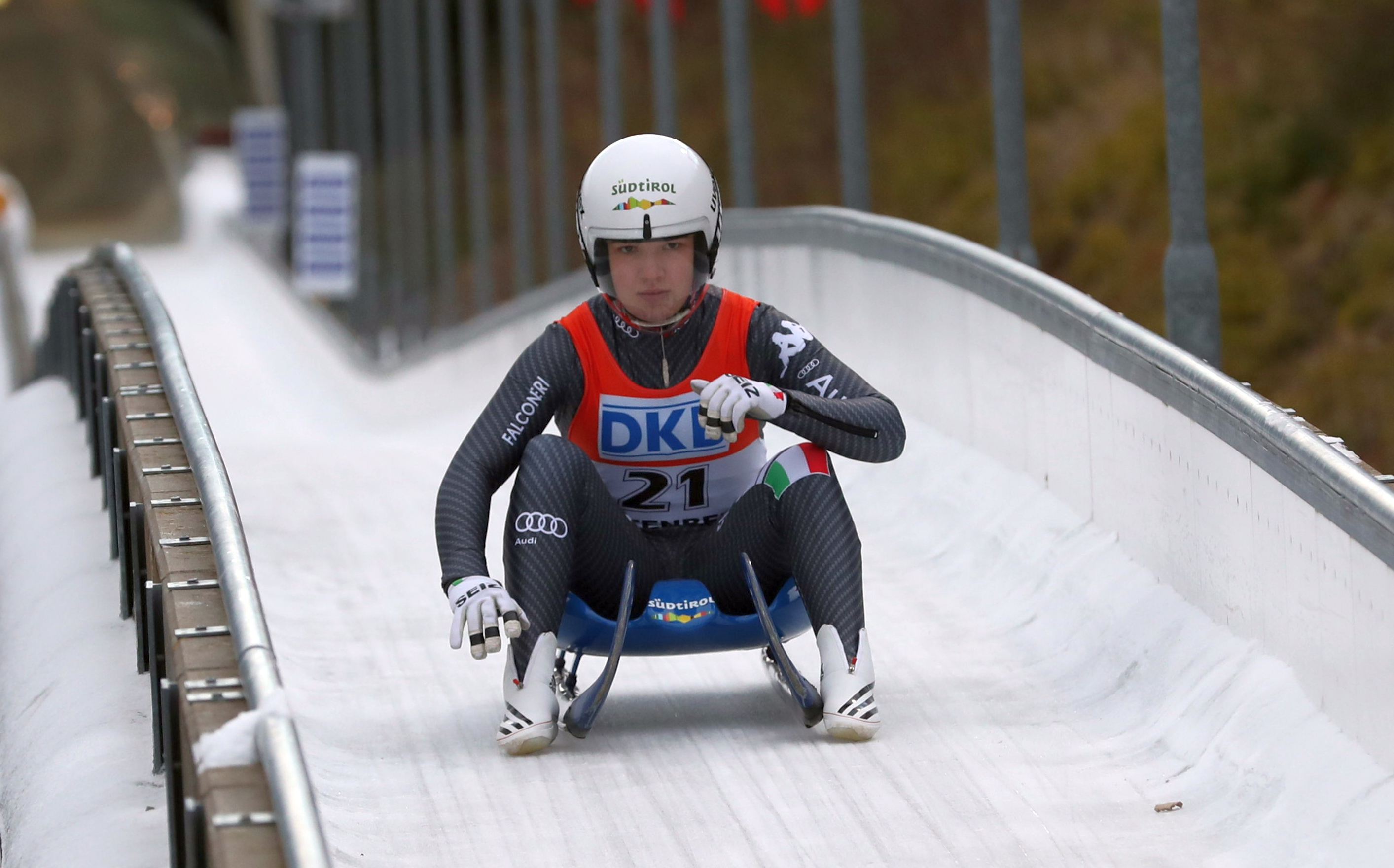
Oberhofer in gara ai mondiali juniores di Altenberg 2018.

Iniziò a gareggiare per la nazionale italiana nella categoria giovani nel 2015, prendendo parte alle ultime tre tappe della Coppa del Mondo 2014/15 e chiudendo la classifica generale al sedicesimo posto; l'annata successiva ottenne la quattordicesima piazza nella Coppa del Mondo e partecipò ai Giochi olimpici giovanili di Lillehammer 2016 giungendo undicesima nel singolo e conquistando la medaglia di bronzo nella gara a squadre. Cominciò la stagione seguente prendendo il via nella Coppa del Mondo giovani 2016/17 per poi proseguire in quella juniores, classifiche che chiuse rispettivamente in diciassettesima ed in ventinovesima posizione, gareggiò anche nei campionati mondiali juniores di Sigulda 2017 conclusi con un sedicesimo posto nel singolo ed un quinto nella prova a squadre; nel 2017/18 terminò diciottesima in Coppa del Mondo, nona nei campionati europei juniores di Winterberg 2018 e diciassettesima in quelli iridati di Altenberg 2018.
La stagione successiva giunse al decimo posto nel singolo nella Coppa del Mondo 2018/19 e, a seguito dell'introduzione della specialità del doppio donne -anche se in quella stagione era prevista solo per la categoria giovani poiché detta prova era stata inclusa nel programma delle Olimpiadi giovanili di Losanna 2020- partecipò alla tappa di Oberhof anche nel doppio insieme a Nina Zöggeler, terminando undicesima nella classifica finale di Coppa, unica coppia femminile in detta graduatoria; sempre nel singolo e sempre a livello junior in quella stessa annata ottenne anche la decima posizione agli europei di Sankt Moritz 2019 e la nona ai mondiali di Innsbruck 2019. 

#### Stagioni 2020-2022

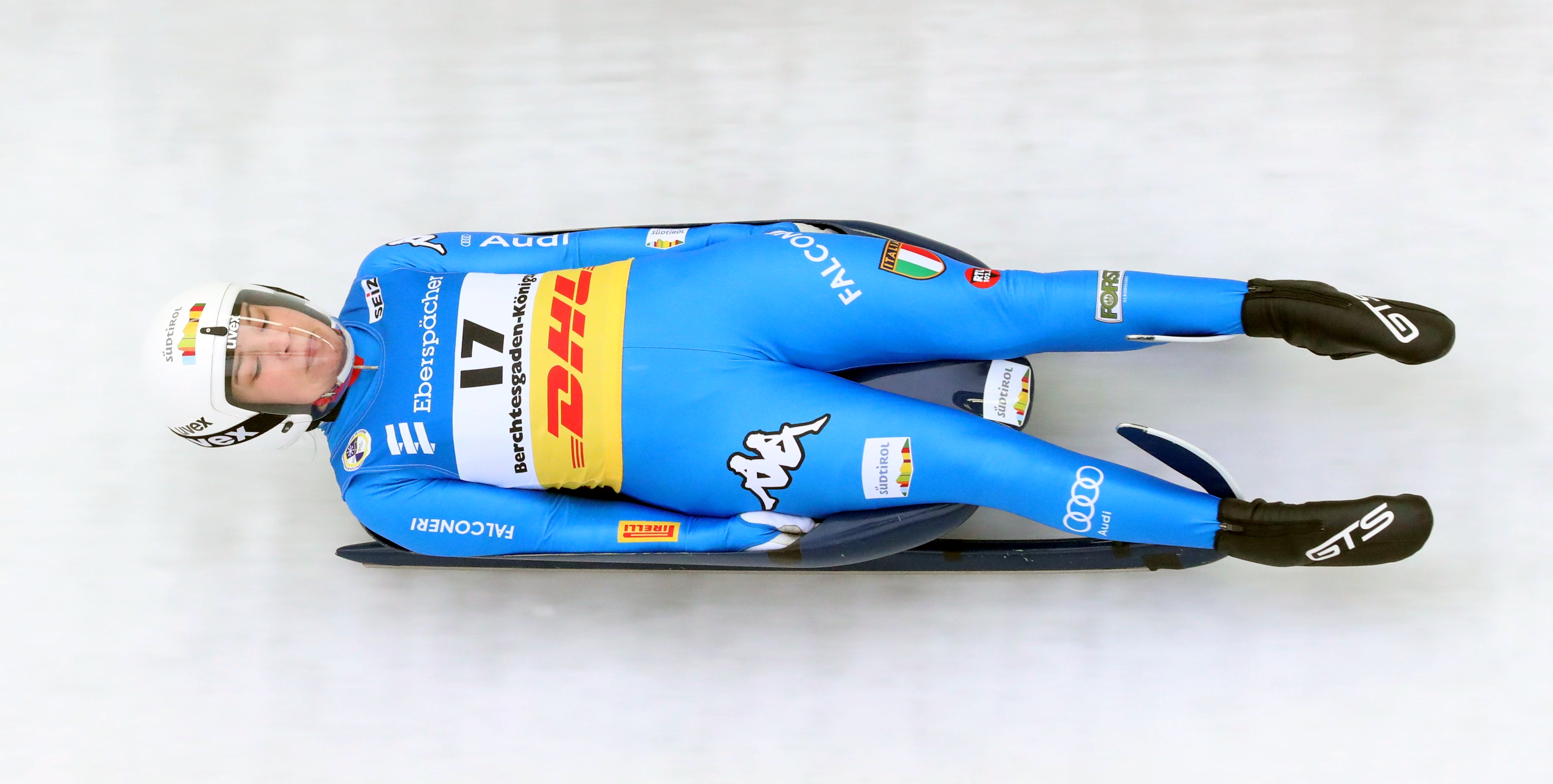
Oberhofer durante i mondiali di Schönau am Königssee 2021.

Con l'inizio della stagione 2019/20 fece il suo debutto nella categoria assoluta prendendo parte alla tappa inaugurale di Coppa del Mondo ad Innsbruck il 23 novembre 2019, occasione in cui raggiunse il quattordicesimo posto nel singolo e concluse in venticinquesima piazza nella classifica finale di Coppa; gareggiò inoltre ai campionati europei di Lillehammer 2020 terminati in sedicesima posizione ed a quelli mondiali di Soči 2020 in cui fu diciottesima, mentre nelle rispettive speciali classifiche riservate alle atlete under 23, giunse in sesta ed in nona piazza. In quella stessa annata, essendo ancora nei limiti previsti per poter gareggiare nella classe juniores, disputò anche le tre più importanti competizioni di quella categoria, conquistando il terzo posto nella classifica di Coppa del Mondo, il sesto agli europei di Winterberg 2020 ed il settimo ai mondiali di Oberhof 2020.
L'anno seguente concluse l'edizione di Coppa 2020/21 in ventiquattresima posizione ed ai campionati del Mondo di Schönau am Königssee 2021 terminò ventitreesima, ottenendo inoltre l'undicesima piazza nella classifica relativa alle under 23; la stagione successiva finì ventitreesima nella classifica di Coppa, anche se gareggiò solo nelle prime cinque tappe del circuito poiché, dopo l'esclusione dalla squadra destinata a partecipare ai Giochi olimpici invernali di Pechino 2022, non prese più il via nelle restanti gare di Coppa del Mondo.

#### Stagioni 2023-2025

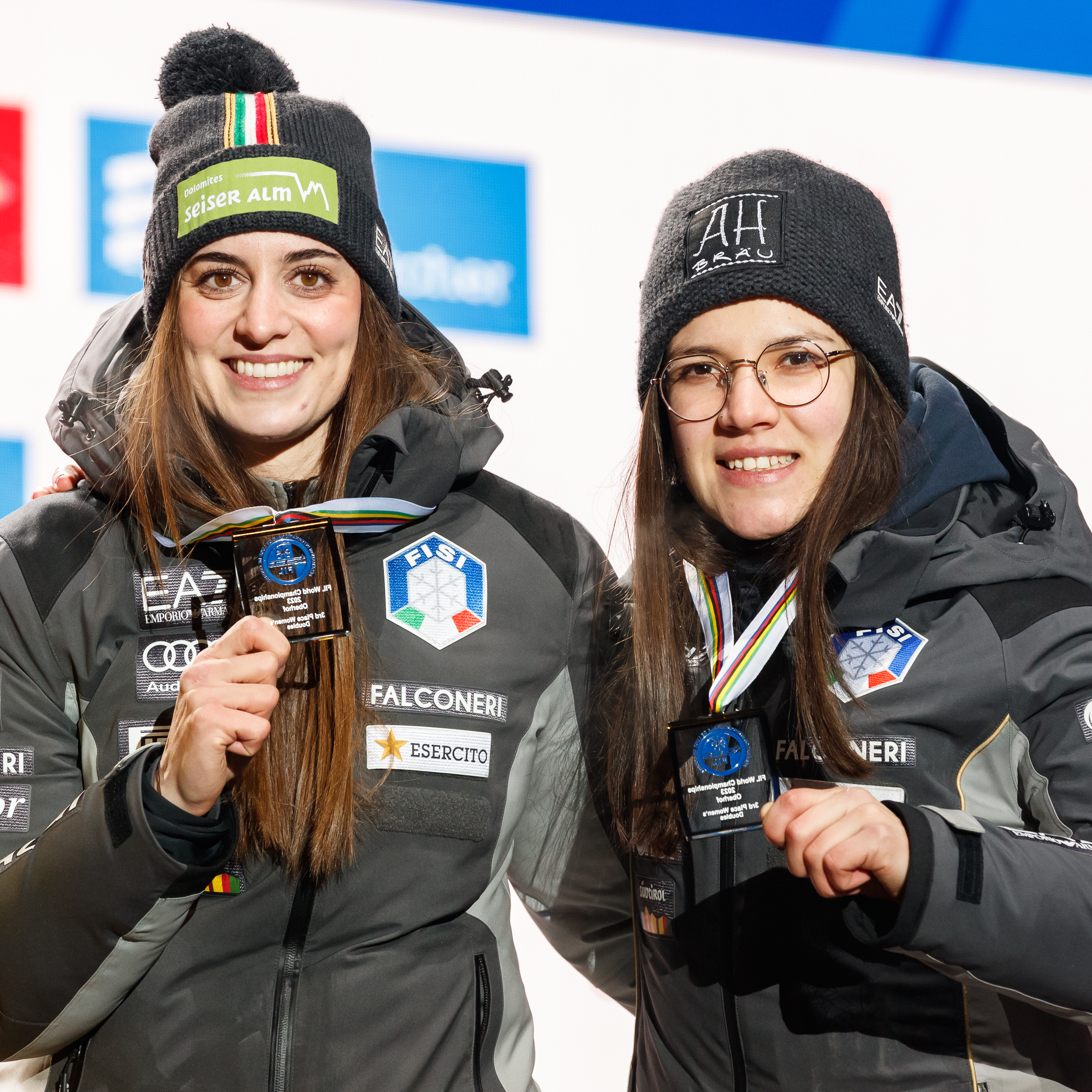
Oberhofer (a destra) e Vötter sul podio del doppio ai mondiali di Oberhof 2023.

Con l'inserimento del doppio femminile nel programma delle Olimpiadi di Milano Cortina 2026, dal 2022/23 la Oberhofer decise di cimentarsi nuovamente anche in questa specialità, questa volta in coppia con Andrea Vötter, senza comunque tralasciare l'attività nel singolo; nella tappa di esordio della Coppa del Mondo 2022/23, disputata il 3 dicembre 2022 ad Innsbruck, raggiunse il suo primo podio di Coppa proprio grazie al terzo posto nel doppio e la settimana successiva, a Whistler e sempre nel doppio, ottenne la sua prima vittoria; a fine stagione, con quattro primi posti ottenuti ed undici podi su tredici gare disputate, conquistò sia la sfera di cristallo generale sia le due coppette di specialità del doppio, mentre nel singolo giunse diciannovesima. Nella stessa annata prese parte agli europei di Sigulda 2023, in cui vinse la medaglia d'oro nella prova a coppie e finì tredicesima in quella individuale, ed ai mondiali di Oberhof 2023, dove chiuse diciannovesima nel singolo ed ottenne la medaglia di bronzo nel doppio e nel doppio sprint. 
Dal 2023/24 gareggiò esclusivamente nella disciplina a coppie, bissando la vittoria nella graduatoria di Coppa del Mondo, grazie alle due vittorie ed agli altri otto podi raggiunti in stagione, conquistò la medaglia d'argento nel doppio e quella di bronzo nella prova a squadre nella rassegna continentale di Innsbruck 2024 e vinse il titolo iridato nella prova sprint ad Altenberg 2024, dove giunse inoltre al quarto posto nella prova classica e nella gara a squadre.
Nella stagione seguente salì sul podio di Coppa nella specialità del doppio unicamente nella tappa di Winterberg, valevole anche come campionato europeo, in cui conquistò la medaglia di bronzo sia nel doppio sia nella gara a squadre e concluse in quinta posizione nella classifica generale; ai mondiali di Whistler 2025 giunse quarta nella prova a coppie, fu squalificata in quella a squadre e terminò quinta nella neonata specialità della staffetta mista doppio, insieme alla Vötter ed ai connazionali Ivan Nagler e Fabian Malleier.

## Palmarès

### Mondiali
- 3 medaglie:
  - 1 oro (doppio sprint ad Altenberg 2024);
  - 2 bronzi (doppio, doppio sprint ad Oberhof 2023).

### Europei
- 5 medaglie:
  - 1 oro (doppio a Sigulda 2023);
  - 1 argento (doppio ad Innsbruck 2024);
  - 3 bronzi (gara a squadre ad Innsbruck 2024; doppio, gara a squadre a Winterberg 2025).

### Olimpiadi giovanili
- 1 medaglia:
  - 1 bronzo (gara a squadre a Lillehammer 2016).

### Coppa del Mondo
- Miglior piazzamento in classifica generale di Coppa del Mondo nel singolo: 19ª nel 2022/23.
- Vincitrice della Coppa del Mondo generale nel doppio nel 2022/23 e nel 2023/24.
- Vincitrice della Coppa del Mondo di specialità nel doppio nel 2022/23.
- Vincitrice della Coppa del Mondo di specialità nel doppio sprint nel 2022/23.
- 26 podi (17 nel doppio, 5 nel doppio sprint, 1 nelle staffette miste doppio, 3 nelle gare a squadre):
  - 6 vittorie (5 nel doppio, 1 nel doppio sprint);
  - 9 secondi posti (6 nel doppio, 3 nel doppio sprint);
  - 11 terzi posti (6 nel doppio, 1 nel doppio sprint, 1 nelle staffette miste doppio, 3 nelle gare a squadre).

#### Coppa del Mondo - vittorie
| Data             | Luogo     | Paese       | Disciplina                      |
| ---------------- | --------- | ----------- | ------------------------------- |
| 10 dicembre 2022 | Whistler  | Canada      | Doppio con Andrea Vötter        |
| 17 dicembre 2022 | Park City | Stati Uniti | Doppio con Andrea Vötter        |
| 14 gennaio 2023  | Sigulda   | Lettonia    | Doppio con Andrea Vötter        |
| 4 febbraio 2023  | Altenberg | Germania    | Doppio con Andrea Vötter        |
| 3 febbraio 2024  | Altenberg | Germania    | Doppio con Andrea Vötter        |
| 25 febbraio 2024 | Sigulda   | Lettonia    | Doppio sprint con Andrea Vötter |

### Coppa del Mondo juniores
- Miglior piazzamento in classifica di Coppa del Mondo juniores nel singolo: 3ª nel 2019/20.
- Miglior piazzamento in classifica di Coppa del Mondo juniores nel doppio: 11ª nel 2018/19.

### Coppa del Mondo giovani
- Miglior piazzamento in classifica di Coppa del Mondo giovani nel singolo: 14ª nel 2015/16.